# Conilurus
Conilurus és un gènere de murins oriünds d'Austràlia i Nova Guinea. Tenen una llargada de cap a gropa de 16,5–20 cm i la cua de 18–21,5 cm. La cua és peluda i té una mata a la punta. Es tracta d'animals nocturns. Els seus hàbitats naturals són les zones costaneres, els aiguamolls, les planes i els boscos. Dues de les tres espècies incloses en aquest grup estan extintes. Aparegueren durant el Pliocè inferior.